# Zileide Cassiano
Zileide Cassiano da Silva (Ribeirão Preto, 6 de fevereiro de 1998) é uma atleta paralímpica brasileira. Atualmente é paratleta da Secretaria de Esportes de Ribeirão Preto.

## Biografia e carreira
Zileide Cassiano é natural de Ribeirão Preto. Seu nome é uma homenagem à jornalista Zileide Silva. Foi diagnosticada com deficiência intelectual em 2021 aos 23 anos. Antes de receber seu diagnóstico, Cassiano praticava atletismo convencional desde os nove anos de idade e tentava se especializar nos 100 metros rasos. Após descobrir sua condição, migrou para o atletismo paralímpico, onde identificou-se com o salto em distância.
Em março de 2022, durante a 1.ª Fase Nacional de atletismo do Circuito Paralímpico Loterias Caixa, Cassiano estabeleceu um novo recorde brasileiro no salto em distância classe T20 com a marca de 5,61 metros. O recorde anterior era de Jardênia Félix com 5,29 metros.
Já em março de 2023, durante o Circuito Loterias Caixa de atletismo, no Centro de Treinamento Paralímpico, em São Paulo, a atleta saltou 5,97 metros e quebrou o recorde das Américas, que era da potiguar Jardênia Félix, com 5,71m. Em julho do mesmo ano, no Campeonato Mundial de Atletismo em Paris, França, ela ganhou a prata ao atingir a marca de 5,97 m e, junto à Jardênia Félix que ficou com o bronze, conseguiu uma dobradinha no pódio. Um feito inédito para o país.
Nos Jogos Paralímpicos de Verão de 2024, em Paris, França, ganhou a medalha de prata no Salto em distância, categoria T20, atingindo a marca de 5,76 metros.